# Essarois
Essarois este o comună în departamentul Côte-d'Or, Franța. În 2009 avea o populație de 88 de locuitori.

## Evoluția populației
| An        | 1975 | 1982 | 1990 | 1999 | 2006 | 2009 |
| --------- | ---- | ---- | ---- | ---- | ---- | ---- |
| Populație | 101  | 90   | 93   | 93   | 90   | 88   |